# Còdex Tro-Cortesià

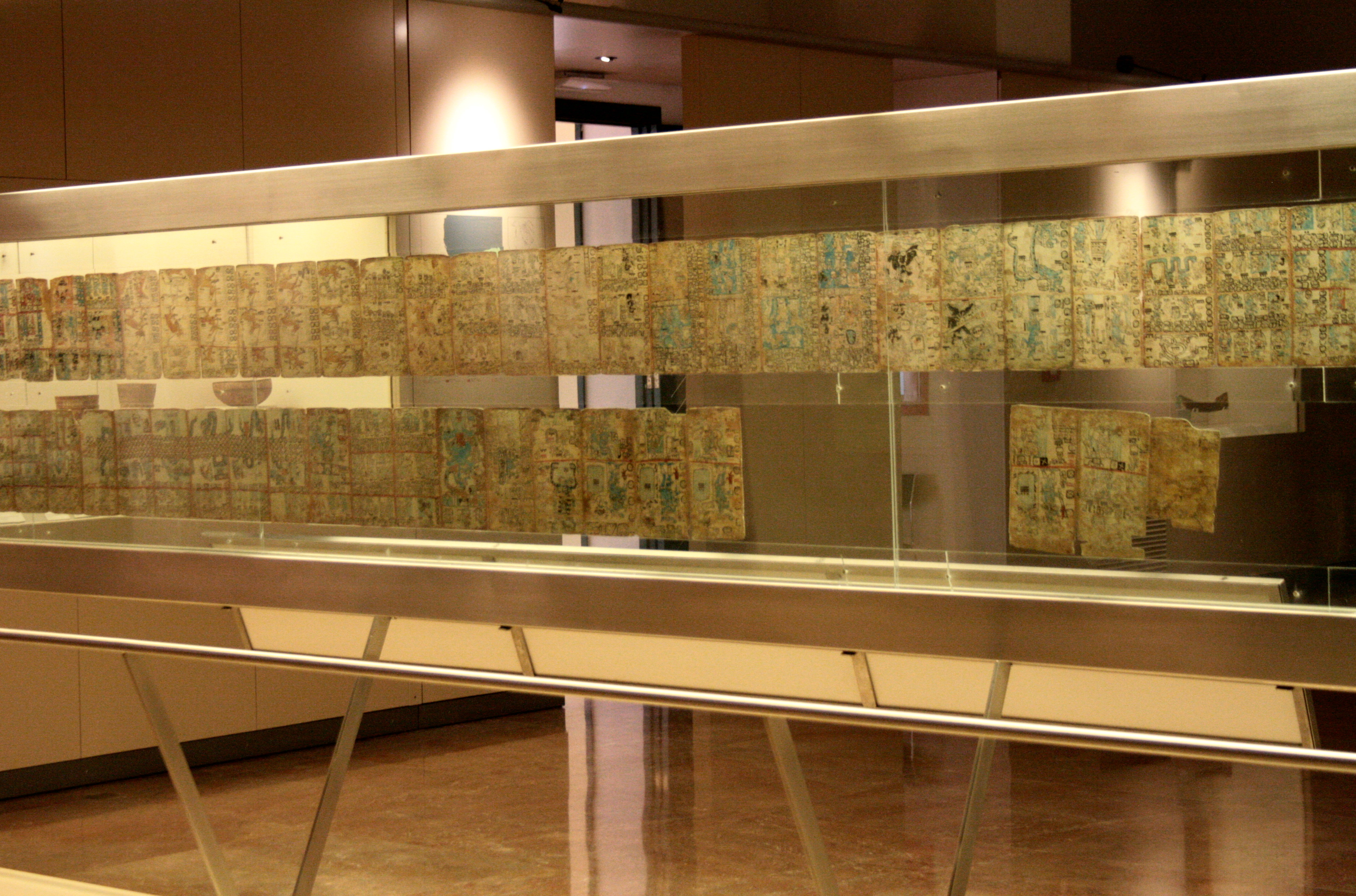
Còdex en el Museu d'Amèrica de Madrid

El Còdex Tro-Cortesià o Còdex de Madrid (també escrit Còdex Tro-Cortesà o, en llatí, Codex Tro-Cortesianus) és un còdex maia. És el llibre més important del Museu d'Amèrica de Madrid juntament amb el Còdex Tudela (asteca), i una de les peces més destacades de tota la col·lecció. Cal dir que, per necessitats de conservació, la versió exposada al públic és un facsímil. L'original roman guardat en la cambra cuirassada del museu.
Es tracta d'un dels tres únics còdexs maies prehispànics que es conserven, juntament amb el Còdex Dresden (Biblioteca Estatal de Saxònia i de la Universitat de Dresden, Dresden) i el Còdex de París o Còdex Peresià (Biblioteca nacional de França, París). Existeix un quart llibre, el Còdex Grolier, o Còdex Sáenz, (Biblioteca Nacional d'Antropologia i Història, Ciutat de Mèxic), però la seva autenticitat és discutida.

## Descripció
Consta de 56 fulls escrits per ambdues cares, amb un total per tant de 112 pàgines. El seu suport és una tira vegetal que està plegada en forma de paravent, per així facilitar la seva lectura. Les seves dimensions són 6,82 metres de llarg, 22,6 centímetres d'alt i 12,2 d'ample. Això ho converteix, amb diferència, en el llibre maia precolombí més extens dels que es conserven, enfront dels 3,56 metres del Còdex de Dresden i 1,43 del de París. Com era costum entre els maies, cada pàgina està rivetada en els seus quatre costats per una gruixuda línia de color vermell. En algunes d'elles apareixen també altres línies vermelles horitzontals que les divideixen en seccions.
Es tracta d'un llibre de caràcter endevinatori, amb una estructura que està basada en el Tzolk'in, el cicle sagrat de 260 dies.